# Beijing ePrix 2015
Der Beijing ePrix 2015 (offiziell: 2015 FIA Formula E SWUSP Beijing ePrix) fand am 24. Oktober auf der Formel-E-Rennstrecke Peking in Peking statt und war das Auftaktrennen der FIA-Formel-E-Meisterschaft 2015/16. Es handelte sich um den zweiten Beijing ePrix.

## Bericht

### Hintergrund
Der Beijing ePrix 2015 war das erste Rennen der FIA-Formel-E-Meisterschaft, bei dem die Teams ihr auf Basis des Spark-Renault SRT_01E entwickelten Fahrzeuges einsetzen dürfen. Nach wie vor hatte jeder Fahrer für den ePrix zwei Wagen zur Verfügung und musste während des Rennens beide Wagen verwenden, da diese nur eine begrenzte Reichweite hatten. Im Vergleich zur Vorsaison wurde die maximale Leistung der Fahrzeuge im Rennbetrieb von 150 kW auf 170 kW gesteigert.
Im Vergleich zum Vorjahr wurde die Strecke leicht verändert. Die erste Schikane wurde entfernt, die Anzahl der Kurven reduzierte sich somit von 20 auf 17. Die Strecke wurde so um 14 Meter verkürzt. Außerdem wurde die zweite Schikane enger gestaltet, so dass die Fahrzeuge hier mehr verlangsamen mussten. Die Rundenanzahl wurde um eine Runde auf nun 27 erhöht, womit sich die Renndistanz von 86,325 km auf 89,414 km vergrößert.
Mit Lucas di Grassi trat ein ehemaliger Sieger zu dem Rennen an.
Sam Bird, Nelson Piquet jr. und Oliver Turvey erhielten einen sogenannten FanBoost, sie durften die Leistung ihres zweiten Fahrzeugs einmal auf bis zu 200 kW erhöhen und so bis zu 100 Kilojoule Energie zusätzlich verwenden.
Wie bereits im Vorjahr fand am Tag vor dem Rennen ein zusätzliches Training statt. Somit sollte den Teams bereits frühzeitig ein 30-minütiger Funktionstest der neuentwickelten Antriebsstränge ermöglicht werden.
Das Trulli Formula E Team verpasste die technische Abnahme der Fahrzeuge, da Motoren und Inverter vom chinesischen Zoll nicht freigegeben wurden. Daher nahm das Team nicht am Rennen teil.

### Training
Im ersten freien Training fuhr Sébastien Buemi mit einer Rundenzeit von 1:36,991 Minuten die schnellste Zeit vor Nicolas Prost und Loïc Duval. Im zweiten freien Training fuhr di Grassi in 1:37,279 Minuten die Bestzeit vor Daniel Abt und Stéphane Sarrazin. Wenige Minuten vor dem Ende des Trainings prallte Simona de Silvestro mit ihrem Fahrzeug gegen die Streckenbegrenzung, das Training wurde daraufhin abgebrochen.

### Qualifying
Das Qualifying begann um 12:00 Uhr und fand in vier Gruppen statt. Da nur 18 Fahrzeuge teilnahmen, wurde das Feld in zwei Gruppen mit fünf und zwei Gruppen mit vier Fahrern gelost. Jeder Fahrer hatte 6 Minuten Zeit, um eine schnelle Runde zu setzen. Buemi war mit einer Rundenzeit von 1:37,448 Minuten Schnellster.
Die fünf schnellsten Fahrer fuhren anschließend im Superpole genannten Einzelzeitfahren die ersten fünf Positionen aus. Buemi sicherte sich mit einer Rundenzeit von 1:37,297 Minuten die Pole-Position und damit drei Punkte. Die weiteren Positionen belegten Prost, Nick Heidfeld, di Grassi und Jean-Éric Vergne.

### Rennen
Das Rennen ging über 26 Runden.
Buemi blieb beim Start vorne, Heidfeld ging an Prost vorbei und lag nun auf Rang zwei. Bruno Senna und Duval überholten Sarrazin, der somit auf Platz acht zurückfiel. Senna ging kurz darauf auch an Vergne vorbei. Prost verbremste sich in der zweiten Runde, so dass di Grassi ihn überholte. In Runde drei verbremste sich de Silvestro und schlug in die Streckenbegrenzung ein. Zur Bergung des Fahrzeugs wurde eine Full Course Yellow ausgerufen, die Fahrer mussten ihr Tempo auf 50 km/h reduzieren, außerdem herrschte Überholverbot.
Bird verbremste sich kurz nach dem Restart in Runde vier und fiel auf Rang neun zurück. Vergne und Duval gingen in der neunten Runde an Senna vorbei, eine Runde später auch Sarrazin und Bird. In Runde zwölf griff Vergne Duval an, es kam zu einer Berührung. Bird nutzte die Situation aus, um an seinem Teamkollegen Vergne vorbeizugehen. Auch Sarrazin überholte Vergne wenige Kurven später.
Bird und Vergne mussten gegen Rennmitte Energie sparen und verloren mehrere Plätze. In Runde 13 gingen alle Fahrer bis auf Duval, Jérôme D’Ambrosio, Turvey, Nathanaël Berthon und Piquet zum Fahrzeugwechsel an die Box. Di Grassi und Prost kamen durch einen schnelleren Boxenstopp an Heidfeld vorbei, Heidfeld konnte Prost aber kurz darauf wieder überholen. Abt fuhr beim Boxenstopp einen Mechaniker an, er erhielt dafür nachträglich eine Zehn-Sekunden-Strafe. Eine Runde später wechselten die übrigen Fahrer ihr Fahrzeug.
António Félix da Costa kollidierte kurz nach seinem Fahrzeugwechsel mit Jacques Villeneuve. Für Félix da Costa war das Rennen beendet. Es gab eine erneute Full Course Yellow zur Bergung des Fahrzeugs. Dies verschaffte den Fahrern, die später zum Fahrzeugwechsel kamen einen Vorteil, da Piloten auf der Strecke nur 50 km/h schnell fahren durften. Nach den Boxenstopps lag Buemi vor di Grassi, Heidfeld, Prost, Duval, D’Ambrosio, Turvey, Berthon, Piquet und Bird.
Beim Restart überholte Prost Heidfeld erneut und konnte sich in den folgenden Runden von ihm absetzen und auf di Grassi aufschließen. Piquet stellte sein Fahrzeug in Runde 17 mit einem technischen Defekt auf der Strecke ab. Es gelang ihm, nach einem Neustart des Wagens das Rennen kurz darauf fortzusetzen, er fiel aber auf den letzten Platz zurück. Robin Frijns ging in Runde 18 an Sarrazin vorbei. Bei Prost löste sich eine der Befestigungen des Heckflügels, er konnte die Fahrt jedoch nahezu unverändert fortsetzen und di Grassi unter Druck setzen. Die Rennleitung entschied sich dazu, ihm die schwarze Flagge mit orangem Punkt zu zeigen, er musste an die Box fahren. Prost ignorierte die Anweisung jedoch zunächst, fuhr nach einer längeren Boxenfunk-Diskussion mit seinem Team dann aber doch in die Box und gab das Rennen auf.
Frijns ging kurz darauf an Vergne vorbei. Duval schloss auf Heidfeld auf und setzte ihn unter Druck. D’Ambrosio schloss auf beide auf und griff Duval an, dabei kam es beinahe zu einer Kollision. Heidfeld gelang es, alle Angriffe von Duval abzuwehren. Abt fiel durch die Zehn-Sekunden-Strafe von Platz neun auf Platz elf zurück.
Buemi gewann vor di Grassi und Heidfeld. Die restlichen Punkteplatzierungen belegten Duval, D’Ambrosio, Turvey, Bird, Berthon, Sarrazin und Frijns. Die zwei Punkte für die schnellste Rennrunde gingen an Buemi, der damit als erster und einziger Fahrer in der Geschichte der FIA-Formel-E-Meisterschaft die komplette Ausbeute von 30 Punkten in einem Rennen erreichte. In den folgenden Saisons gab es nur noch einen Punkt für die schnellste Rennrunde.
Buemi lag damit auch in der Gesamtwertung in Führung vor di Grassi und Heidfeld. In der Teamwertung belegte Renault e.dams Rang eins vor Dragon Racing und ABT Schaeffler Audi Sport.

## Meldeliste
Alle Teams und Fahrer verwenden Reifen von Michelin.
| Team                            | Fahrzeug                | Nr. | Fahrer                 |
| ------------------------------- | ----------------------- | --- | ---------------------- |
| Renault e.dams                  | RENAULT Z.E.15          | 08  | Nicolas Prost          |
| Renault e.dams                  | RENAULT Z.E.15          | 09  | Sébastien Buemi        |
| Dragon Racing                   | Venturi VM200-FE-01     | 06  | Loïc Duval             |
| Dragon Racing                   | Venturi VM200-FE-01     | 07  | Jérôme D’Ambrosio      |
| ABT Schaeffler Audi Sport       | ABT Schaeffler FE01     | 11  | Lucas di Grassi        |
| ABT Schaeffler Audi Sport       | ABT Schaeffler FE01     | 66  | Daniel Abt             |
| NEXTEV TCR Formula E Team       | NEXTEV TCR FormulaE 001 | 01  | Nelson Piquet jr.      |
| NEXTEV TCR Formula E Team       | NEXTEV TCR FormulaE 001 | 88  | Oliver Turvey          |
| DS Virgin Racing Formula E Team | VIRGIN DSV-01           | 02  | Sam Bird               |
| DS Virgin Racing Formula E Team | VIRGIN DSV-01           | 25  | Jean-Éric Vergne       |
| Amlin Andretti Formula E Team   | Spark-Renault SRT_01E   | 27  | Robin Frijns           |
| Amlin Andretti Formula E Team   | Spark-Renault SRT_01E   | 28  | Simona de Silvestro    |
| Team Aguri                      | Spark-Renault SRT_01E   | 55  | António Félix da Costa |
| Team Aguri                      | Spark-Renault SRT_01E   | 77  | Nathanaël Berthon      |
| Mahindra Racing Formula E Team  | Mahindra M2ELECTRO      | 21  | Bruno Senna            |
| Mahindra Racing Formula E Team  | Mahindra M2ELECTRO      | 23  | Nick Heidfeld          |
| Venturi Formula E Team          | Venturi VM200-FE-01     | 04  | Stéphane Sarrazin      |
| Venturi Formula E Team          | Venturi VM200-FE-01     | 12  | Jacques Villeneuve     |
| Trulli Formula E Team           | Motomatica JT-01        | 10  | Salvador Durán         |
| Trulli Formula E Team           | Motomatica JT-01        | 18  | Vitantonio Liuzzi      |

## Klassifikationen

### Qualifying
| Pos.                                                                   | Fahrer                 | Team                            | Zeit       | Superpole | Start |
| ---------------------------------------------------------------------- | ---------------------- | ------------------------------- | ---------- | --------- | ----- |
| 01                                                                     | Sébastien Buemi        | Renault e.dams                  | 1:37,488   | 1:37,297  | 01    |
| 02                                                                     | Nicolas Prost          | Renault e.dams                  | 1:38,206   | 1:37,581  | 02    |
| 03                                                                     | Nick Heidfeld          | Mahindra Racing Formula E Team  | 1:38,512   | 1:38,339  | 03    |
| 04                                                                     | Lucas di Grassi        | ABT Schaeffler Audi Sport       | 1:38,519   | 1:39,539  | 04    |
| 05                                                                     | Jean-Éric Vergne       | DS Virgin Racing Formula E Team | 1:38,028   | 2:21,284  | 05    |
| 06                                                                     | Stéphane Sarrazin      | Venturi Formula E Team          | 1:38,645   | –         | 06    |
| 07                                                                     | Bruno Senna            | Mahindra Racing Formula E Team  | 1:38,761   | –         | 07    |
| 08                                                                     | Loïc Duval             | Dragon Racing Formula E Team    | 1:38,859   | –         | 08    |
| 09                                                                     | Sam Bird               | DS Virgin Racing Formula E Team | 1:38,884   | –         | 09    |
| 10                                                                     | Jérôme D’Ambrosio      | Dragon Racing Formula E Team    | 1:39,058   | –         | 10    |
| 11                                                                     | Daniel Abt             | ABT Schaeffler Audi Sport       | 1:39,220   | –         | 11    |
| 12                                                                     | Jacques Villeneuve     | Venturi Formula E Team          | 1:39,665   | –         | 12    |
| 13                                                                     | Robin Frijns           | Amlin Andretti Formula E Team   | 1:39,672   | –         | 13    |
| 14                                                                     | Simona de Silvestro    | Amlin Andretti Formula E Team   | 1:39,681   | –         | 14    |
| 15                                                                     | Oliver Turvey          | NEXTEV TCR Formula E Team       | 1:39,734   | –         | 15    |
| 16                                                                     | António Félix da Costa | Team Aguri                      | 1:40,295   | –         | 16    |
| 17                                                                     | Nathanaël Berthon      | Team Aguri                      | 1:40,386   | –         | 17    |
| 18                                                                     | Nelson Piquet jr.      | NEXTEV TCR Formula E Team       | 1:40,638   | –         | 18    |
| 110-Prozent-Zeit: 1:47,237 min (bezogen auf Bestzeit von 1:37,488 min) |                        |                                 |            |           |       |
| DNQ                                                                    | Salvador Durán         | Trulli Formula E Team           | keine Zeit | –         | –     |
| DNQ                                                                    | Vitantonio Liuzzi      | Trulli Formula E Team           | keine Zeit | –         | –     |

### Rennen
| Pos. | Fahrer                 | Team                            | Runden | Zeit       | Start | Schnellste Runde |
| ---- | ---------------------- | ------------------------------- | ------ | ---------- | ----- | ---------------- |
| 01   | Sébastien Buemi        | Renault e.dams                  | 26     | 50:08,835  | 01    | 1:39,993         |
| 02   | Lucas di Grassi        | ABT Schaeffler Audi Sport       | 26     | + 11,006   | 04    | 1:41,721         |
| 03   | Nick Heidfeld          | Mahindra Racing Formula E Team  | 26     | + 15,681   | 03    | 1:41,859         |
| 04   | Loïc Duval             | Dragon Racing Formula E Team    | 26     | + 16,009   | 08    | 1:40,860         |
| 05   | Jérôme D’Ambrosio      | Dragon Racing Formula E Team    | 26     | + 16,514   | 10    | 1:40,860         |
| 06   | Oliver Turvey          | NEXTEV TCR Formula E Team       | 26     | + 39,466   | 15    | 1:42,427         |
| 07   | Sam Bird               | DS Virgin Racing Formula E Team | 26     | + 47,531   | 09    | 1:41,201         |
| 08   | Nathanaël Berthon      | Team Aguri                      | 26     | + 58,620   | 17    | 1:42,327         |
| 09   | Stéphane Sarrazin      | Venturi Formula E Team          | 26     | + 1:07,814 | 06    | 1:42,858         |
| 10   | Robin Frijns           | Amlin Andretti Formula E Team   | 26     | + 1:09,260 | 13    | 1:42,242         |
| 11   | Daniel Abt             | ABT Schaeffler Audi Sport       | 26     | + 1:13,351 | 11    | 1:42,539         |
| 12   | Jean-Éric Vergne       | DS Virgin Racing Formula E Team | 26     | + 1:31,040 | 05    | 1:42,844         |
| 13   | Bruno Senna            | Mahindra Racing Formula E Team  | 26     | + 1:50,833 | 07    | 1:42,217         |
| 14   | Jacques Villeneuve     | Venturi Formula E Team          | 25     | + 1 Runde  | 12    | 1:42,521         |
| 15   | Nelson Piquet jr.      | NEXTEV TCR Formula E Team       | 24     | DNF        | 18    | 1:41,500         |
| —    | Nicolas Prost          | Renault e.dams                  | 22     | DNF        | 02    | 1:41,082         |
| —    | António Félix da Costa | Team Aguri                      | 13     | DNF        | 16    | 1:42,672         |
| —    | Simona de Silvestro    | Amlin Andretti Formula E Team   | 02     | DNF        | 14    | 1:46,289         |

Anmerkungen
1. ↑  Abt erhielt eine Zehn-Sekunden-Zeitstrafe, weil er beim Boxenstopp einen Mechaniker angefahren hatte.

## Meisterschaftsstände nach dem Rennen
Die ersten zehn des Rennens bekamen 25, 18, 15, 12, 10, 8, 6, 4, 2 bzw. 1 Punkt(e). Zusätzlich gab es drei Punkte für die Pole-Position und zwei Punkte für die schnellste Rennrunde.

### Fahrerwertung
| Pos. | Fahrer            | Team                            | Punkte |
| ---- | ----------------- | ------------------------------- | ------ |
| 01   | Sébastien Buemi   | Renault e.dams                  | 30     |
| 02   | Lucas di Grassi   | ABT Schaeffler Audi Sport       | 18     |
| 03   | Nick Heidfeld     | Mahindra Racing Formula E Team  | 15     |
| 04   | Loïc Duval        | Dragon Racing Formula E Team    | 12     |
| 05   | Jérôme D’Ambrosio | Dragon Racing Formula E Team    | 10     |
| 06   | Oliver Turvey     | NEXTEV TCR Formula E Team       | 8      |
| 07   | Sam Bird          | DS Virgin Racing Formula E Team | 6      |
| 08   | Nathanaël Berthon | Team Aguri                      | 4      |
| 09   | Stéphane Sarrazin | Venturi Formula E Team          | 2      |
| 10   | Robin Frijns      | Amlin Andretti Formula E Team   | 1      |

| Pos. | Fahrer                 | Team                            | Punkte |
| ---- | ---------------------- | ------------------------------- | ------ |
| 11   | Daniel Abt             | ABT Schaeffler Audi Sport       | 0      |
| 12   | Jean-Éric Vergne       | DS Virgin Racing Formula E Team | 0      |
| 13   | Bruno Senna            | Mahindra Racing Formula E Team  | 0      |
| 14   | Jacques Villeneuve     | Venturi Formula E Team          | 0      |
| 15   | Nelson Piquet jr.      | NEXTEV TCR Formula E Team       | 0      |
| 16   | Nicolas Prost          | Renault e.dams                  | 0      |
| 17   | António Félix da Costa | Team Aguri                      | 0      |
| 18   | Simona de Silvestro    | Amlin Andretti Formula E Team   | 0      |
| —    | Salvador Durán         | Trulli Formula E Team           | 0      |
| —    | Vitantonio Liuzzi      | Trulli Formula E Team           | 0      |

### Teamwertung
| Pos. | Team                           | Punkte |
| ---- | ------------------------------ | ------ |
| 01   | Renault e.dams                 | 30     |
| 02   | Dragon Racing Formula E Team   | 22     |
| 03   | ABT Schaeffler Audi Sport      | 18     |
| 04   | Mahindra Racing Formula E Team | 15     |
| 05   | NEXTEV TCR Formula E Team      | 8      |

| Pos. | Team                            | Punkte |
| ---- | ------------------------------- | ------ |
| 06   | DS Virgin Racing Formula E Team | 6      |
| 07   | Team Aguri                      | 4      |
| 08   | Venturi Formula E Team          | 2      |
| 09   | Amlin Andretti Formula E Team   | 1      |
| 10   | Trulli Formula E Team           | 0      |